# Biografia de Yingying
A Biografia de Ying-ying (chinês tradicional: 莺莺传; pinyin: Yīngyīng zhuàn), também traduzido como O Conto de Yingying ou A História de Yingying, de Yuan Zhen, é um conto chuanqi da dinastia Tang. Conta a história de uma relação conflituosa entre amor e dever entre uma garota de 16 anos e um estudante de 21 anos. É considerada uma das obras de ficção mais conhecidas da literatura chinesa.

## Papel na história da literatura chinesa

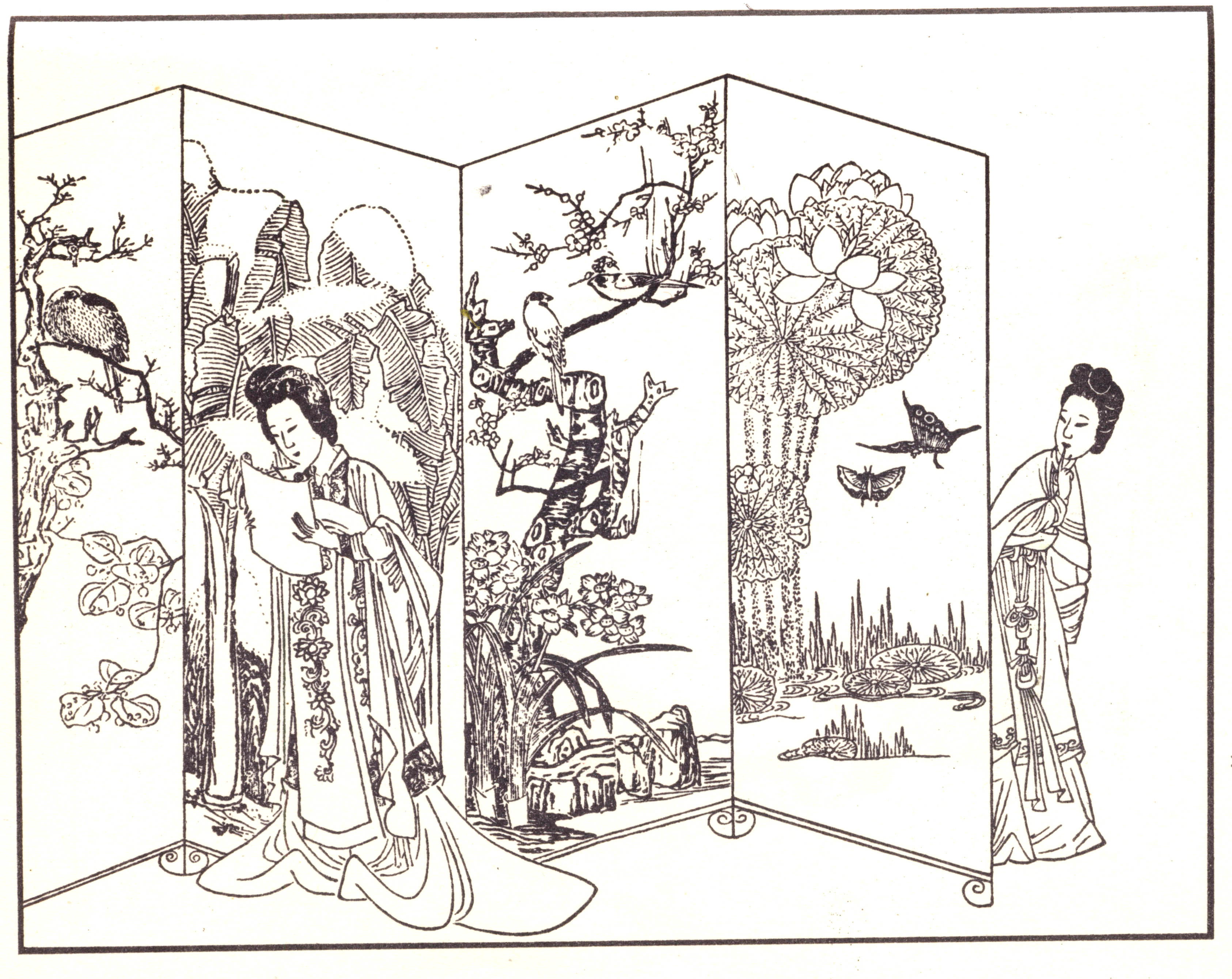
Cena do Romance da Câmara Ocidental, ópera inspirada na história de Yingying

Yuan Zhen foi pioneiro na exploração psicológica e nas possibilidades de desenvolvimento do enredo. Seu conto misturava narração, poesia e cartas de um personagem a outro para demonstrar a emoção em vez de descrevê-la, tornando-o, em certo sentido, um romance epistolar. A obra também foi inovadora porque seus personagens, nos termos sugeridos por E. M. Forster, são "redondos" e não "planos", ou seja, ao contrário dos personagens dos contos anteriores de zhiguai ou zhiren, não são construídos em torno de uma única ideia ou qualidade, mas têm o poder de surpreender os leitores. O crítico recente Gu Mingdong sugere que, com este conto, a ficção chinesa "amadureceu" e a história forneceu temas para peças, histórias e romances posteriores.
A Biografia de Yingying foi uma das três obras da dinastia Tang particularmente influentes no desenvolvimento dos caizi-jiaren (romances acadêmicos e de beleza).
Entre outras obras que inspirou estava o Romance da Câmara Ocidental.

## Traduções
- James Hightower, "The Story of Yingying", in Minford; Lau, Joseph S. M., eds. (2000). Classical Chinese Literature: An Anthology of Translations I. From Antiquity to the Tang Dynasty. New York; Hong Kong: Columbia University Press; The Chinese University Press. ISBN 0231096763. pp. 1047–1057.
- Patrick Moran, "The Biography of Ying-ying — Enthrallment to Beauty, Destruction by Desire".
- Owen, Stephen, "Yingying's Story", in Stephen Owen, ed. An Anthology of Chinese Literature: Beginnings to 1911. New York: W. W. Norton, 1997.
- Arthur Waley, "The Story of Ts'ui Yingying", More Translations From Chinese (1919)
- "The Story of Cui Yingying", Indiana University.